# Xie Caizhen
Xie Caizhen (en chino, 谢采真; pinyin, xiè cǎi zhēn) fue una actriz, escritora y directora de cine china reconocida por ser la primera mujer en dirigir una película en China. Aparte de su aparición en tres películas y su único papel como directora, poco se sabe de su vida antes o después de su carrera cinematográfica. Sin embargo, tenía una hermana, un padre que apoyó su carrera y nació en Hankou, en enero, en algún momento de la década de 1900. La película que dirigió y que también escribió y en la que actuó se tituló An Orphan's Cry (孤雏悲声) (1925).
Xie trabajó en el cine mudo durante las décadas de 1920 y 1930 y, en un principio, trabajó en la Shanghai Shadow Play Company, fundada en 1920 por Dan Duyu, uno de los primeros directores de cine chinos. Allí participó en dos películas de Duyu, Return to the Hometown (重返故乡) (1925) y Little Master (小公子) (1925).
Se dice que más tarde trabajó para una productora de corta vida dirigida por el director Li Jiran llamada Nanxing Film Company, donde debutó como directora. La película que fue el único largometraje producido por la compañía durante su vida se titulaba An Orphan's Cry (孤雏悲声) (1925) y era un melodrama que involucraba a una familia disfuncional. Se dice que su estreno causó sensación entre el público debido a que la directora era una mujer y a la compleja trama de la película.
Xie Caizhen desapareció de los titulares de los periódicos después de 1926, sin embargo, una pequeña sección del periódico Da gong wan bao (大公晚報) de 1944 tiene un apartado sobre ella. 
Su esposo era Y.C Zai.